# Jules Herbage
Jules AlphonseJoseph Alexandre Herbage (Stree, 5 maart 1919 - Beaumont, 11 september 1980) was een Belgisch volksvertegenwoordiger en burgemeester.

## Levensloop
Na de humaniora aan de rijksmiddelbare school van Beaumont en op internaat in Malonne, werd Herbage ingelijfd in het leger. Daarna, en de oorlog voorbij, werd hij handelaar.
In 1956 werd hij voor de Liberale Partij gemeenteraadslid van Beaumont, wat hij bleef tot aan zijn overlijden in 1980. Van 1959 tot 1970 was hij burgemeester van de gemeente.
Voor de PLP werd Herbage in 1965 verkozen tot lid van de Kamer van volksvertegenwoordigers voor het arrondissement Thuin, een mandaat dat hij uitoefende tot in maart 1974. Herbage werd toen niet herkozen, maar werd vervolgens door zijn partij voorgedragen als provinciaal senator voor Henegouwen. Hij zetelde in de Senaat tot in april 1977, waarna zijn parlementaire carrière ten einde kwam. Door de toen bestaande dubbelmandaten zetelde hij van 1971 tot 1977 eveneens in de Cultuurraad voor de Franse Cultuurgemeenschap en van 1974 tot 1977 in de voorlopige Waalse Gewestraad.